# Clark Spencer
Clark Spencer (Seattle, 6 aprile 1963) è un produttore cinematografico e imprenditore statunitense.

## Biografia
Clark Spencer è nato il 6 aprile 1963 a Seattle. Dal 1976 al 1981 ha frequentato la Woodrow Wilson High School a Tacoma, indi si è laureato in storia all'Università di Harvard nel 1985. Nel 1993 è entrato a far parte della Walt Disney Feature Animation e nel 2002 ha prodotto il film d'animazione Lilo & Stitch. Da allora ha continuato a produrre altri film Disney, tra cui I Robinson - Una famiglia spaziale, Bolt - Un eroe a quattro zampe e Winnie the Pooh - Nuove avventure nel Bosco dei 100 Acri. Nel 2017 ha vinto il Premio Oscar al miglior film d'animazione per Zootropolis. Nell'agosto 2019 è stato nominato presidente dei Walt Disney Animation Studios dopo che Andrew Millstein è diventato copresidente dei Blue Sky Studios. Nel 2022 ha vinto il suo secondo Oscar per Encanto.

## Filmografia
- Lilo & Stitch, regia di Dean DeBlois e Chris Sanders (2002)
- I Robinson - Una famiglia spaziale (Meet the Robinsons), regia di Stephen J. Anderson (2007)
- Bolt - Un eroe a quattro zampe (Bolt), regia di Byron Howard e Chris Williams (2008)
- Winnie the Pooh - Nuove avventure nel Bosco dei 100 Acri (Winnie the Pooh), regia di Stephen J. Anderson e Don Hall (2011)
- Ralph Spaccatutto (Wreck-It Ralph), regia di Rich Moore (2012)
- Zootropolis (Zootopia), regia di Byron Howard, Rich Moore e Jared Bush (2016)
- Ralph spacca Internet (Ralph Breaks the Internet), regia di Phil Johnston e Rich Moore (2018)
- Encanto, regia di Jared Bush e Byron Howard (2021)

## Riconoscimenti
- Premio Oscar
  - 2017 – Miglior film d'animazione per Zootropolis
  - 2019 – Candidatura al miglior film d'animazione per Ralph spacca Internet
  - 2022 – Miglior film d'animazione per Encanto

- Premio BAFTA
  - 2022 – Miglior film d'animazione per Encanto